# Flugunfall bei Leningrad 1974
Am 27. April 1974 verunglückte eine Iljuschin Il-18 auf einem inländischen Charterflug der Aeroflot von Leningrad über Saporischschja nach Krasnodar, wobei alle 109 Insassen starben.

## Flugzeug und Besatzung
Das Flugzeug war eine 10 Jahre alte Iljuschin Il-18W (Luftfahrzeugkennzeichen: CCCP-75559, Werknummer: 184007703), die mit 4 Turboproptriebwerken des Typs Iwtschenko AI-20K ausgestattet war und ab dem 15. Oktober 1964 eingesetzt wurde. Insgesamt absolvierte sie bis zum Unfall 7.501 Flugzyklen und 18.358 Flugstunden.
Die Besatzung bestand aus einem Flugkapitän, einem Ersten Offizier, einem Flugingenieur, einem Navigator, einem Funker sowie 2 Flugbegleiterinnen.

## Verlauf
Um 18:00:09 beschleunigte das Flugzeug auf Kurs 279° zum Start. Eine Minute später meldete der Kapitän den Start und erhielt daraufhin die Anweisungen für den Abflug, was er wiederum bestätigte. Etwa 2 min 30 s nach dem Start, während die Il-18 die erste vorgesehene Kurve flog, berichtete der Kapitän von einem angezeigten Brand von Triebwerk Nr. 4 (rechts außen) und Vibrationen und dass man deswegen umkehren müsse, woraufhin der Kapitän die Kurve weiterflog. Kurz darauf meldete der Kapitän, während die Il-18 sich in einer 2. Kurve befand, dass der Propeller von Triebwerk Nr. 4 in Segelstellung sei. Zu Beginn der darauf folgenden 3. Kurve forderte der Kapitän ein Feuerwehrfahrzeug an und meldete am Kurvenende, dass Triebwerk Nr. 4 brenne. Die Il-18 sank nach der 4. Kurve mit ausgefahrenem Fahrwerk und mit den Landeklappen um 30° ausgefahren auf korrektem Kurs auf dem Gleitpfad. Im Endanflug, etwa 2,5 km vor der Landebahnschwelle, neigte sich das Flugzeug nach unten und rollte nach rechts, bis es um 18:07:24 Uhr in Rückenlage und mit der Nase nach unten geneigt aufschlug. Die Absturzstelle befand sich auf einem Feld, nahe einer Eisenbahnstrecke; die Trümmer verteilten sich in einem Umkreis von 30 Meter.

## Untersuchungen
Es stellte sich heraus, dass die Piloten beim Versuch der Notlandung Zeit sparten, in dem sie die Kurven schneller abschlossen als normal sowie auf 400 statt auf 600 m Höhe flogen und somit 7 min 16 s, statt 12 bis 14 min flogen, und sich dabei an das Flughandbuch hielten. Dem Wetter wurde keine Bedeutung als Faktor beigemessen. Im Triebwerk Nr. 4 fehlte die dritte Kompressorscheibe; Teile davon fand man im Bereich der 1. Kurve. Außerdem fand man an der Triebwerksverkleidung Löcher sowie kleine verbrannte Triebwerksteile und Teile der Landeklappen entlang der Flugstrecke. Die Kompressorscheibe brach aufgrund eines Ermüdungsrisses auseinander, woraufhin die Trümmer Treibstoffleitungen durchtrennten und damit zum Brand führten, welcher von Augenzeugen beobachtet wurde. Zwar wurde automatisch die 1. Stufe der Triebwerkslöschanlage ausgelöst, allerdings funktionierte die 2. Stufe nicht. Das Feuer breitete sich daraufhin aus und brannte schließlich, als das Flugzeug im Endanflug war, einen Teil der Landeklappen auf der rechten Seite weg. Durch die aerodynamischen Kräfte fuhr der verbliebene Rest ein, wodurch es zur Rollbewegung kam, der mit dem Steuerhorn nicht entgegengewirkt werden konnte, wodurch es zum Absturz kam. Über die Ursache des Versagens der Scheibe herrscht Uneinigkeit. Das GosNII GA kam zu dem Schluss, dass die Scheibe aufgrund der mangelhaften Materialqualität sowie erhöhter Temperaturen während des Einsatzes zerbrach. Das ZIAM, das WIAM, das LII und das P/JA G-4561 kamen hingegen zu dem Schluss, dass es aufgrund einer erhöhten genutzten Triebwerksleistung und damit verbundener Überhitzung sowie mangelhafter Reparaturen zur Materialermüdung an der Scheibe kam.

## Gedenken
In der Nähe der Absturz stelle wurde schließlich eine Gedenkstätte für die Opfer errichtet.

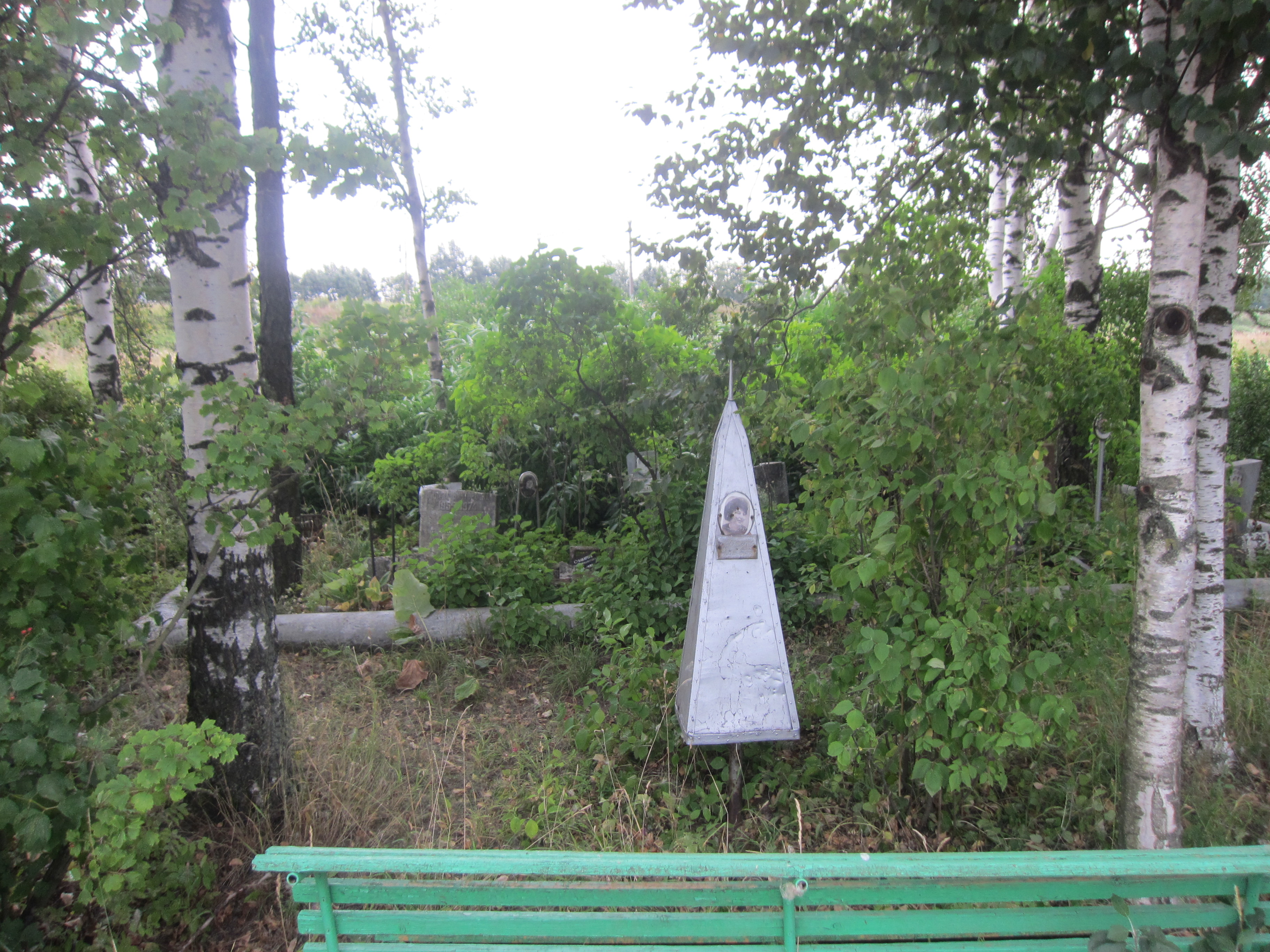